# Anna Bańkowska (tłumaczka)
Anna Bańkowska, z d. Suchocka (ur. 9 lipca 1940 w Warszawie) – polska tłumaczka.

## Życiorys
Jest córką Edwarda (1916–2005) i Janiny Suchockich (1917–1944). Jej matka zginęła w powstaniu warszawskim.
Warszawę opuściła w 1944 razem z dziadkami ze strony matki. Przebywała w Dulagu 121 Pruszków. Po II wojnie światowej mieszkała w Krakowie, Łodzi i Podkowie Leśnej. W 1957 ukończyła Liceum Sióstr Niepokalanek w Szymanowie, w 1964 studia polonistyczne na Uniwersytecie Warszawskim. Po studiach pracowała jako redaktor w wydawnictwach, m.in. w redakcji Słownika języka polskiego PWN. Od 1979 pracowała pozaetatowo. W latach 90. poświęciła się tłumaczeniom z języka angielskiego.
W 1996 została członkiem Stowarzyszenia Pisarzy Polskich, należała do założycieli Stowarzyszenia Tłumaczy Literatury. Jest członkiem honorowym STL (od 2019).
W 2013 została wyróżniona Brązowym Medalem „Zasłużony Kulturze Gloria Artis”.

## Życie prywatne
Jej mężem był Jacek Bańkowski (zm. 2019).

## Twórczość
Przetłumaczyła na język polski kilkadziesiąt powieści anglojęzycznych. W 2006 wydała autorską antologię tłumaczeń: My mamy kota na punkcie kota. Najważniejsze wypisy z literatury przedmiotu. Komentował, wtrącał się, wymądrzał i przeszkadzał kot Jeremi. W nowym tłumaczeniu Ani z Zielonego Wzgórza (2022) zaproponowała nowy tytuł tej powieści: Anne z Zielonych Szczytów, wskazując, że użyte w oryginale słowo „gable” jest terminem architektonicznym oznaczającym szczyt w znaczeniu trójkątnej ściany łączącej dwie części spadzistego dachu.
- A.E.W. Mason, Uwięziony w opalu (1993)
- Abraham Merrit, Pierścień Krakena, czyli Mieszkańcy mirażu (1994)
- Barbara Michaels, Tutaj zostanę(1994)
- Judith Gould, Namiętności (1995)
- Daphne du Maurier, Metresa (1995)
- Pojednanie (1995) – na podstawie serialu Droga do Avonlea (1995)
- Różany dworek (1995) – na podstawie serialu Droga do Avonlea (1995)
- Elizabeth Goudge, Tajemnica Rajskiego Wzgórza (1996)
- Daphne du Maurier, Rodzina Delaneyów (1997)
- Philip Temple, Dziób księżyca (1997)
- Howard Fast, Maks (1998)
- Mark Twain, Królewicz i żebrak (1998)
- Daphne du Maurier, Niezłomna (1999)
- Barbara Michaels, Szary brzask(1999)
- Daphne du Maurier, Generał w służbie króla (2000)
- Agatha Christie, Dom nad kanałem (2001)
- Victoria Holt, Tajemnica starej farmy (2003)
- Daphne du Maurier, Przeklęta krew (2003)
- Agatha Christie, Godzina zero (2005)
- Hillary Norman, Pasierbice (2005)
- Maeve Binchy, Noce deszczu i gwiazd (2006)
- Mary Higgins Clark, Nie ma jak w domu (2006)
- Chitra Banerjee Divakaruni(inne języki), Tłumaczka snów (2007)
- Jim Edgar oraz R. D. Rosen, Harry Prichett, Rob Battles Uwaga! Złe koty!, czyli Kociaki, które zeszły na złą drogę (2007)
- Judith Lennox, Wszystkie moje siostry (2007)
- Frances Mayes, Rok w podróży. Dzienniki pasjonatki (2007)
- Mark Twain, Przygody Tomka Sawyera (2007)
- Catharine Alliot, Dzień zaślubin (2008)
- Doris Lessing, O kotach (2008)
- Hillary Norman, W ślepej uliczce (2008)
- Rei Kimura, Motyl na wietrze (2009)
- Arthur Miller, Czarownice z Salem (2009)
- Arthur Miller, Obecność (2009)
- Arthur Miller, Śmierć komiwojażera (2009)
- Jodi Picoult, Karuzela uczuć (2009)
- Edith Wharton, Wiek niewinności (2009)
- Daphne du Maurier, Władaj, Brytanio! (2010)
- Jodi Picoult, Drugie spojrzenie (2010)
- Lis Wiehl, Henry April, Oblicze zdrady (2011)
- Lis Wiehl, Henry April, Ręka fatum (2011)
- Mary Higgins Clark, Pójdę sama tą drogą (2012)
- Mary Higgins Clark, Zaginiony rękopis (2012)
- Linda Lael Miller, Teraz będzie inaczej (2012)
- Louisa May Alcott, Małe kobietki (2012)
- Joanne Harris, Brzoskwinie dla księdza proboszcza (2013)
- Edward Kelsey Moore, Trio z Plainview (2013)
- Diane Chamberlain, W słusznej sprawie (2014)
- Elizabeth Wein, Kryptonim Verity (2014)
- Jill Ciment, Przeprowadzka (2015)
- Mary Higgins Clark, Alafair Burke, Morderstwo Kopciuszka (2015)
- Meike Ziervogel, Magda (2015)
- Julian Fellowes, Belgravia (2016)
- Dave Goulson, Żądła rządzą. Moje przygody z trzmielami (2017)
- Michelle Gable, Dom na klifie (2019)
- Paul Gallico, O chłopcu, który był kotem (2020)
- Lucy Maud Montgomery, Anne z Zielonych Szczytów (2022)
- Lucy Maud Montgomery, Anne z Avonlea (2022)
- Lucy Maud Montgomery, Anne z Redmondu (2022)